# Aulacocyclus mastersi
Aulacocyclus mastersi es una especie de coleóptero de la familia Passalidae.

## Distribución geográfica
Habita en Australia.